# Carminatia
Carminatia (лат. Carminatia) — род цветковых растений семейства Астровые (лат. Compositae). Виды произрастают в основном в Мексике, но также на юго-западе Соединенных Штатов и в Центральной Америке. Название Carminatia было дано в честь Бассиано Карминати (итал. Bassiano Carminati; 1750—1830), итальянского врача и физиолога.
Типичный вид рода — Carminatia tenuiflora.

## Виды
В род на 1997 год включают 4 вида
- Carminatia alvarezii Rzed. & Calderón — Сан-Луис-Потоси, Керетаро, Пуэбла, Оахака, Мехико, Идальго
- Carminatia papagayana B.L.Turner[5] — Герреро
- Carminatia recondita McVaugh — Гватемала, Сальвадор, Чьяпас, Колима, Герреро, Оахака, Халиско, Мехико, Мичоакан, Морелос, Наярит, Веракрус, Синалоа, Сан-Луис-Потоси
- Carminatia tenuiflora DC. — Гватемала, Сальвадор, большая часть Мексики, южная Аризона, юго-западная Нью-Мексико, западный Техас[6]